# Achias pygmosus
Achias pygmosus är en tvåvingeart som beskrevs av Mcalpine 1994. Achias pygmosus ingår i släktet Achias och familjen bredmunsflugor. Inga underarter finns listade i Catalogue of Life.